# Mousikos Gymnastikos Syllogos Panserraïkos 2016-2017
Questa voce raccoglie le informazioni riguardanti il Mousikos Gymnastikos Syllogos Panserraïkos nelle competizioni ufficiali della stagione 2016-2017.

## Rosa
| N. |                    | Ruolo | Calciatore                 |
| -- | ------------------ | ----- | -------------------------- |
| 1  | Grecia (bandiera)  | P     | Ilias Melkas               |
| 2  | Grecia (bandiera)  | D     | Christoforos Tsouvaltsidis |
| 4  | Grecia (bandiera)  | D     | Ioannis Voskopoulos        |
| 5  | Grecia (bandiera)  | C     | Georgios Ktistopoulos      |
| 6  | Grecia (bandiera)  | D     | Giōrgos Iōannidīs          |
| 7  | Grecia (bandiera)  | C     | Alexandros Tsoutsis        |
| 8  | Grecia (bandiera)  | C     | Christos Routsis           |
| 9  | Francia (bandiera) | A     | Louis Mafouta              |
| 10 | Grecia (bandiera)  | C     | Stergios Tsimikas          |
| 11 | Serbia (bandiera)  | C     | Matija Tadic               |
| 12 | Grecia (bandiera)  | C     | Nikolaos Tsomachasvili     |
| 14 | Grecia (bandiera)  | C     | Andreas Andreou            |

| N. |                         | Ruolo | Calciatore               |
| -- | ----------------------- | ----- | ------------------------ |
| 16 | Grecia (bandiera)       | C     | Aristotelis Panagiotidis |
| 17 | Grecia (bandiera)       | C     | Michalis Chatzidimitriou |
| 20 | Grecia (bandiera)       | C     | Georgios Kakko           |
| 21 | Francia (bandiera)      | P     | Anthony Dupré            |
| 23 | Grecia (bandiera)       | D     | Stelios Kapsalis         |
| 24 | Grecia (bandiera)       | D     | Giannis Voskopoulos      |
| 25 | Serbia (bandiera)       | D     | Dusan Stevic             |
| 33 | Grecia (bandiera)       | D     | Alexandros Papatzikos    |
| 42 | RD del Congo (bandiera) | C     | Lando Fusu               |
| 62 | Grecia (bandiera)       | D     | Timotheos Tselepidis     |
| 99 | Grecia (bandiera)       | A     | Athanasios Kanoulas      |
|    | Grecia (bandiera)       | P     | Vasilios Kasimis         |